# ربى المأمون
ربى المأمون (11 يوليو 1985  -) ممثلة سورية ولدت في دمشق، شاركت في عدد من المسلسلات والعديد من الأعمال المحلية والكثير من الأعمال العربية منها الخليجية، الأردنية والمصرية. لفتت الأنظار في البدايات بأدوار الفتاة الحزينة.

## أعمالها

### المسلسلات:[2]
1. زهرة النرجس.
2. صبايا 1
3. صبايا 3
4. وحوش وسبايا.
5. يوم ممطر اخر.
6. جمال الروح.
7. طوق الياسمين.
8. ليس سراباً.
9. جنون العصر.
10. سيرة الحب.
11. ندى الايام.
12. هيك اتجوزنا.
13. يا عزيزي عيني.
14. منمنمات اجتماعية.
15. شتاء ساخن.
16. طريق النحل.
17. بهلول اعقل المجانين.
18. رجال العز.
19. الولادة من الخاصرة.
20. بلا غمد
21. بيت الموالدي
22. حارة المشرقة
23. الحبيب الأولي